# Pavel Kolobkov
Pavel Kolobkov (ryska: Павел Анатольевич Колобков), född den 22 september 1969 i Moskva, Ryssland, är en rysk fäktare som bland annat tog OS-brons i herrarnas värja i samband med de olympiska fäktningstävlingarna 2004 i Aten.